# رولسهاوزن
رولسهاوزن (به آلمانی: Rollshausen) یک شهر در آلمان است که در گوتینگن واقع شده‌است. رولسهاوزن ۹۷۶ نفر جمعیت دارد.